# Stefanie Yderström
Stefanie Erika Alicia Yderström, född 23 april 1990, är en svensk basketspelare i svenska landslaget och Flammes Carolo (Frankrike) tidigare i Södertälje BBK. Sommaren 2013 flyttade hon hem till Sverige efter fyra år på college. 
Yderström började hösten 2009 spela collegebasket för University of Miami i USA, där hon 2012/13 gick sitt seniorår. Bland den 174 centimeter långe guardens meriter finns en bronsmedalj vid basket-EM för U19 och ett VM-silver från U19 VM 2007. 
Stefanie Yderström är dotter till ishockeyspelaren  Dick Yderström.